# Yarbrough and Peoples

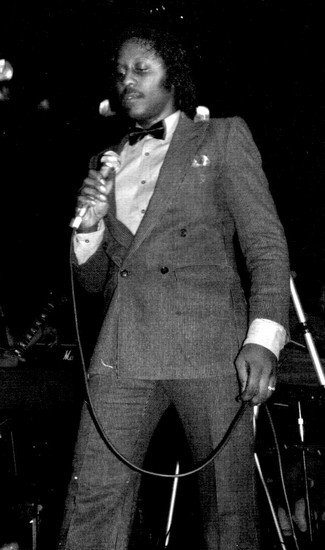
Cavin Yarbrough em 1983

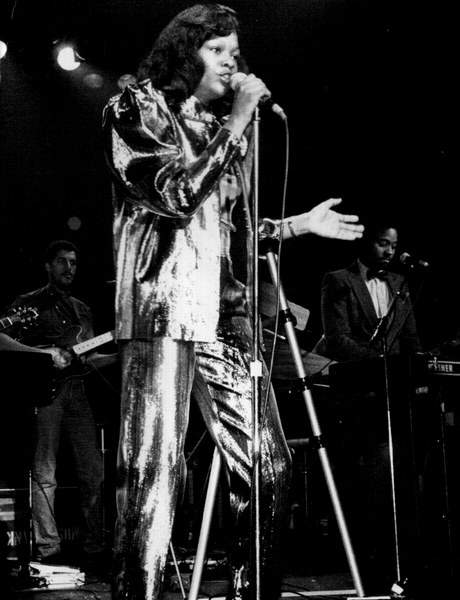
Alisa Peoples em 1983

Yarbrough and Peoples foi uma dupla americana de boogie, Urban contemporary e soul originários de Dallas, Texas. Seu maior sucesso foi "Don't Stop the Music", que ficou no topo das paradas americanas Billboard R&B em 1981.

## Carreira
Cavin Leon Yarbrough (nascido em 22 de janeiro de 1954) e Alisa Delois Peoples (nascida em 29 de junho de 1957) cresceram em Dallas, Texas, e se conheceram ainda na infância durante as aulas de piano, depois das quais continuaram sua amizade.
Em meados dos anos 1970 Yarbrough estava em turnê tocando na banda de Leon Russell e conheceu os irmãos Wilson, que formariam o Gap Band. Depois de retornarem para Dallas alguns meses depois, a dupla começou a banda Grand Theft, ambos atuando como tecladistas e vocalistas. Em  1977, os irmãos Wilson tinham acabado de se juntar à gravadora Total Experience Records com o Gap Band e foram para Dallas para se apresentarem em um show. Mais tarde naquela noite, tentando relaxar depois do concerto, os Wilsons assistiram ao show da dupla, e como resultado, Lonnie Simmons convidou o casal para ir a Los Angeles onde começaram a tocar em clubes pelo Sul da Califórnia.
Dois anos mais tarde, eles assinaram um contrato com a Total Experience e gravaram e lançaram seu álbum de estreia, The Two Of Us. que continha "Don't Stop the Music", chegando ao topo da parada americana da Billboard R&B no começo de 1981, batendo até mesmo a canção dos companheiros de gravadora "Burn Rubber on Me (Why You Wanna Hurt Me)". A canção ficou na Billboard Hot 100 acima de qualquer outra canção da gravadora na época. Além disso, o álbum foi certificado Ouro e atingiu o número  16 na parada de álbuns Billboard Hot 200. Na Europa, a canção no Reino Unido ficou em número 7 na parada UK Singles Chart e também foi certificada ouro.
A dupla continuou com sucesso durante os anos 1980, com mais quatro sucessos R&B no Top 10, sendo "Heartbeats" (R&B #10 em 1983), "Don't Waste Your Time" (Pop #48, R&B #1 em 1984; #60 UK), "Guilty" (R&B #2 em 1986; #53 UK) e "I Wouldn't Lie" (R&B #6 em 1986; #61 UK). Depois de Guilty, seu álbum final pela Total Experience, Yarbrough and Peoples deixaram a gravadora em 1986.
Eles se casaram em Las Vegas em 18 de janeiro de 1987, e cansados do sul da Califórnia, voltaram para sua cidade natal Dallas e começaram sua própria empresa de produção musical, a Yarbrough & Peoples Productions. Atualmente eles continuam a escrever, produzir e se apresentar em shows.
Em 2009, eles se apresentaram no musical Off-Broadway, Blind Lemon Blues, no York Theatre, em Nova Iorque, onde Cavin Yarbrough interpretava   Lead Belly.
Apareceram em episódio da série do canal TV One Unsung em 2 de setembro de 2015.

## Discografia

### Álbuns de estúdio
| 1980                                                                                 | The Two of Us | 16 | 1  | 33 | - RIAA: Ouro | Mercury          |
| 1983                                                                                 | Heartbeats    | —  | 25 | 47 |              | Total Experience |
| 1984                                                                                 | Be a Winner   | 90 | 6  | —  |              | Total Experience |
| 1986                                                                                 | Guilty        | —  | 13 | —  |              | Total Experience |
| "—" denota que não alcançou posição nas paradas ou não foi lançado neste território. |               |    |    |    |              |                  |

### Coletâneas
- The Best of Yarbrough & Peoples (1997, Mercury)

### Singles
| 1981                                                                                 | "Don't Stop the Music"       | 19  | 1  | 26 | 73 | 40 | 2  | 7  |
| 1981                                                                                 | "Third Degree"               | —   | 74 | —  | —  | —  | —  | —  |
| 1982                                                                                 | "Heartbeats"                 | 101 | 10 | 61 | —  | —  | 10 | 91 |
| 1983                                                                                 | "Feels So Good"              | —   | 20 | —  | —  | —  | —  | —  |
| 1984                                                                                 | "Don't Waste Your Time"      | 48  | 1  | 11 | —  | —  | —  | 60 |
| 1984                                                                                 | "Be a Winner"                | —   | 20 | —  | —  | —  | —  | —  |
| 1984                                                                                 | "I'll Be There"              | —   | —  | —  | —  | —  | —  | —  |
| 1985                                                                                 | "Guilty"                     | —   | 2  | —  | —  | —  | —  | 53 |
| 1986                                                                                 | "I Wouldn't Lie"             | 93  | 6  | 34 | —  | —  | —  | 61 |
| 1986                                                                                 | "Wrapped Around Your Finger" | —   | 46 | —  | —  | —  | —  | —  |
| 1986                                                                                 | "Don't Stop the Feeling"     | —   | —  | —  | —  | —  | —  | —  |
| "—" denota que não alcançou posição nas paradas ou não foi lançado neste território. |                              |     |    |    |    |    |    |    |